# Pseudostellaria helanshanensis
Pseudostellaria helanshanensis är en nejlikväxtart som beskrevs av W. Z. Di och Y. Ren. Pseudostellaria helanshanensis ingår i släktet Pseudostellaria och familjen nejlikväxter. Inga underarter finns listade i Catalogue of Life.